# Julie M. J. Parisien
Julie Madelein Josephine Parisien, née le 2 août 1971 à Montréal, est une skieuse alpine américaine.

## Championnats du monde
- Championnats du monde de 1993 à Morioka (Japon)
  -  Médaille d'argent en slalom

## Coupe du monde
- Meilleur résultat au classement général : 15e en 1992
  - 3 victoires : 1 géant et 2 slaloms

### Saison par saison
- Coupe du monde 1991 :
  - Classement général : 39e
    - 1 victoire en géant : Waterville Valley
- Coupe du monde 1992 :
  - Classement général : 15e
    - 1 victoire en slalom : Sundsvall
- Coupe du monde 1993 :
  - Classement général : 27e
    - 1 victoire en slalom : Park City
- Coupe du monde 1994 :
  - Classement général : 72e

## Arlberg-Kandahar
- Meilleur résultat : 13e place dans le slalom 1993-94 à Sankt Anton